# 褐斑园蛛
褐斑园蛛（学名：Araneus lacteus）为园蛛科园蛛属的动物。分布于台湾岛等地。该物种的模式产地在台湾。